# Ptolomeo de Comagene
Ptolomeo (en armenio: Պտողեմեոս, en griego antiguo: Πτολεμαῖος) fue un sátrapa y después rey de Comagene de origen armenio, que vivió entre los siglos III y II a. C.. Era de ascendencia armenia oróntida, siendo relacionado con el rey de Sophene Arsames I. Su padre fue el rey Orontes IV de Armenia, hijo de Arsames I.
Ptolomeo fue el último sátrapa (gobernador) de Comagene, una provincia del Imperio seléucida. Sirvió bajo los reyes Antíoco III el Grande, Seleuco IV Filopátor, Antíoco IV Epífanes y Antíoco V Eupátor, entre los años 201 a. C. y 163 a. C. Cuando el Imperio seléucida comenzó a desintegrarse en 163 a. C., Ptolomeo decidió rebelarse y hacer de Comagene un reino independiente, declarando Samosata, que había sido capital de Comagene bajo la dominación seléucida, capital del nuevo reino.
Ptolomeo estaba relacionado con el rey Mitrídates I de Partia y con la dinastía real parta. De acuerdo con fragmentos de relieves inscritos en el monte Nemrut, los arqueólogos han descubierto que se declaraba descendiente del rey persa Darío I. Ptolomeo murió en 130 a. C. y se desconoce su esposa. Su hijo y sucesor fue Sames II Teosebes Diqueo.
| Predecesor: Territorio del Imperio seléucida | Rey de Comagene 163 a. C. – 130 a. C. | Sucesor: Samos II Theosebes Dikaios |